# Reaction Motors XLR11

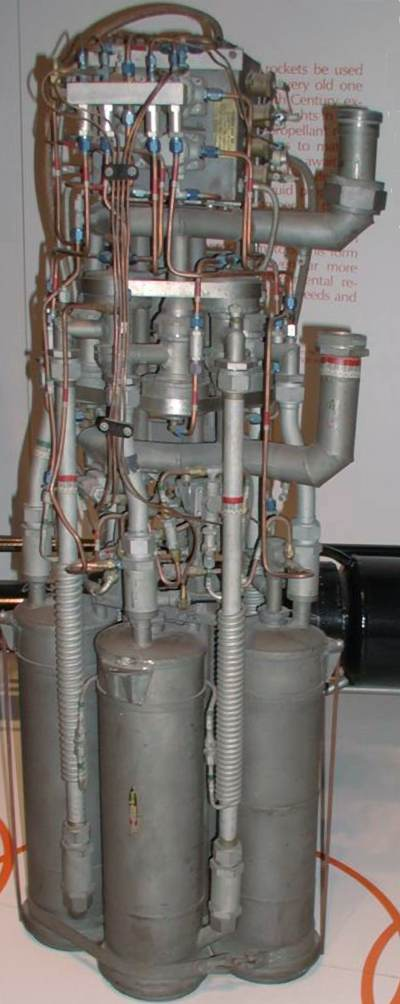
O motor XLR11 em exibição no National Air and Space Museum.

O Reaction Motors XLR11 foi o primeiro motor foguete movido a combustível líquido desenvolvido nos Estados Unidos para uso em aviões.

## Características
O XLR11 foi projetado e construído pela Reaction Motors Inc., e usava etanol e oxigênio líquido como propelentes gerando um empuxo máximo de 27 kN. Cada uma das quatro câmaras de combustão produzia 6,7 kN de empuxo. O motor não tinha controle de potência contínuo, mas cada câmara de combustão podia ser ligada e desligada individualmente.
O desenvolvimento do XLR11 teve início em 1943. O pessoal da Reaction Motors o chamava de "Black Betsy", mas informalmente, era chamado de "The Belching Black Bastard". A sua primeira designação oficial foi 6000C4, e mais tarde foi rebatizado como XLR11.
Esse foi o motor que equipou o Bell X-1, o primeiro avião a quebrar a barreira do som.